# Пишняк Галина Михайлівна
Галина Михайлівна Пишняк (до шлюбу: Астапенко, 1975, с. Сойми, Міжгірський район, Закарпатська область, Українська РСР) — акторка російського телебачення, співучасниця антиукраїнських фальсифікацій російської воєнної пропаганди. Брала участь як «свідок» у телесюжеті-фальсифікаціï про «розп'ятого 3-річного хлопчика» у Слов'янську.

## Життєпис
Народилася у с. Сойми Міжгірського району на Закарпатті у працьовитій родині, мати — Олена Юріївна, батько Михайло Астапенко родом з Білорусі, часто від'їжджав на заробітки і рано покинув дружину з чотирма дітьми. Всі три брати Галини мають в Соймах добру репутацію, вважаються працьовитими людьми з «золотими руками», самі збудували своїм сім'ям будинки.
Галя росла проблемною дитиною, після школи вступила до Міжгірське профтехучилище швачок, але покинула навчання, рано почала пити та гуляти. У 19 років народила позашлюбну дитину, але не виховувала її. Малу дитину змушена була доглядати мати та молодший брат Галини Астапенко. Одного разу, згідно розповіді матері, будучи п'яною у компанії молодих людей на вулиці, наказала вбити власну матір — «Убийте її!». Потім вже вдома побила матір.
Коли дочці виповнилося 5 років, Галина Астапенко поїхала на заробітки у Чернігівську область, де одружилася. Але шлюб проіснував недовго. Познайомилась в Києві з Костянтином Пишняком, одружилася з ним і народила четверо дітей.
Галина Пишняк виклала в мережі чимало фотографій із своїм чоловіком у камуфляжі та зі зброєю в руках.
- Чоловік: Пишняк Костянтин Володимирович (нар. 1973), колишній службовець управління ДСО МВС України м. Києва. За власним зізнанням, служив у Беркуті. Згідно викладених Галиною в мережі фото, приєднався до терористичних формувань так званої ДНР[2].

## Участь у фальсифікаціях російського телебачення
Сюжет з «розп'ятим хлопчиком в Слов'янську» був відзнятий російським телебаченням в Ростові.
23 січня 2015 року користувачем Facebook було висунуто припущення, що Галина знімалася ще у двох сюжетах російського телебачення — як жертва обстрілу блокпосту під Волновахою 13 січня та обстрілу у Донецьку 22 січня. Цей пост набрав 11 тисяч поширень, його передрукувало агентство УНІАН. Проте це припущення про участь спростував StopFake, вказавши на різницю у голосі та рисах обличчя трьох жінок.

## Цікаві факти
- До останнього часу мала власну сторінку в російській соціальній мережі «Вконтакте» під прізвищем «Астапенко»[1].
- У 2010 році Г. М. Астапенко подала заяву в Слов'янський міськвідділ міліції, у якій звинувала свою 16-річну дочку Астапенко Євгенію Володимирівну в тому, що та начебто вкрала в неї 1000 гривень[2].
- 9 березня 2014 звернулась з заявою в Слов'янський міськвідділ міліції, в якій скаржилася, що її чоловік Костянтин Володимирович побив її. Наступного дня вона знову поскаржилася міліції, що чоловік забрав в неї паспорт і не віддає назад.
- Згадується у книзі Макса Кідрука «Небратні»[5].